# Bataille de Fotokol (2014)
Ne doit pas être confondu avec Combat de Fotokol.
Insurrection de Boko Haram
La bataille de Fotokol a lieu du 25 août au 21 septembre 2014 lors de l'insurrection de Boko Haram.

## Prélude
Le 2 mars 2014, les forces camerounaises et Boko Haram s'étaient affrontés pour la première fois dans une escarmouche près de la ville de Fotokol. Une trentaine de combattants islamistes entrés discrètement au Cameroun avaient été repérés par un villageois qui avait donné l'alerte. Les forces camerounaises avaient alors envoyé des forces à la rencontre des djihadistes et notamment des hommes du bataillon d'intervention rapide (BIR), unité d'élite de l'armée camerounaise spécialisée dans la lutte antiterrorisme. Voyant la route barrée, les djihadistes avaient ouvert le feu à une dizaine de kilomètres de Fotokol. Le combat avait fait un mort du côté des forces camerounaises et six chez les djihadistes.

## Déroulement
La bataille de Fotokol s'engage après la défaite de l'armée nigériane à la bataille de Gamboru Ngala. Le 25 août 2014, Boko Haram prend la ville aux forces nigérianes, dont au moins 300 soldats se replient sur Fotokol. Cette ville camerounaise, située de l'autre côté de la frontière n'est séparée de Gamboru Ngala que par la rivière et son pont. 
De son côté, l'armée camerounaise déploie 1 200 hommes avec huit chars à Fotokol, tandis que les djihadistes seraient estimés à environ 1 000 hommes.
Des échanges de tirs s'engagent dans la soirée entre l'armée camerounaise et les djihadistes, ces derniers tentent alors de détruire le pont qui traverse la rivière sur la frontière entre le Nigeria et le Cameroun. Cette attaque est sans succès et les soldats camerounais prennent le contrôle du pont.
Les 26 et 27, les islamistes tentent des incursions à Fotokol, l'armée camerounaise affirme avoir repoussé l'attaque et tué 27 djihadistes.
Le 1er septembre, vers 16 heures, Boko Haram fait une nouvelle tentative au pont de Fotokol. L'attaque commence par des tirs de mortiers sur les positions camerounaises, l'armée réplique avec de l'artillerie. Selon un membre de la division de la communication du ministère de la Défense (Mindef), environ 40 islamistes sont tués et deux de leurs véhicules sont détruits, contre seulement un blessé chez les militaires.
L'armée camerounaise affirme de son côté avoir perdu 26 hommes dans des combats à la fin du mois d'août.
Le 6 septembre, vers 13 heures, les hommes de Boko Haram tirent deux obus en direction des positions de l'armée camerounaise à Fotokol. Les soldats répondent par des tirs de mortier. Le soir du 8 septembre, l'armée camerounaise affirme avoir tué plus d'une centaine de djihadistes dans ce combat, dont deux Touaregs, sans déplorer aucune perte dans ses rangs. Elle déclare également que les insurgés ont dû reculer leurs positions à environ sept kilomètres de la ville frontalière de Gamboru Ngala,.
Le 21 septembre, Boko Haram tente un nouveau raid sur Fotokol depuis Gamboru Ngala, mais les djihadistes ne parviennent pas à franchir le fleuve, ils sont repoussés et auraient laissé une cinquantaine de morts

## Suites
La nuit du 3 au 4 octobre, des combats à Koubougue, situé à 3 kilomètres de Fotokol, font 28 morts dans les rangs des islamistes.
Le 24 octobre, des islamistes font une nouvelle incursion dans le village de Glawi par Fotokol et tuent quatre réfugiés nigérians. L'armée camerounaise contre-attaque et abat 12 assaillants, les survivants sont poursuivis jusqu'à la frontière.
Le 11 novembre, une nouvelle attaque est repoussée à Fotokol, mais les islamistes assassinent au moins trois civils.
Le 22 janvier 2015, au moins douze djihadistes sont tués dans une embuscade de l'armée camerounaise dans le village de Leimari, à huit kilomètres de Fotokol.